# Gunilla Paulsen
Gunilla Christina Marie Tess Paulsen, född Magnusson 4 maj 1965 i Farsta, Stockholm, är en svensk skådespelare. Hon är bland annat känd för rollen som Rebecca Dahlén i TV-serien Rederiet. Hon har medverkat i ett antal produktioner inom film, teater och TV sedan 1991.
Paulsen är gift med skådespelaren Johan Paulsen.

## Filmografi (i urval)
- 1992 – Rederiet (TV-serie)
- 1993 – Macklean (TV-serie)
- 1997 – Kenny Starfighter (TV-serie)
- 1999 – Rederiet, avsnitt Jubileumsavsnitt 200 (TV-serie)
- 1999 – Ett litet rött paket (TV-serie)
- 2001 – Familjehemligheter
- 2002 – Beck – Okänd avsändare
- 2006 – Min frus förste älskare
- 2017 – Samtal i bil (kortfilm)
- 2018 – Uppsalakidnappningen

## Teater

### Roller (ej komplett)
| År   | Roll | Produktion                                          | Regi            | Teater            |
| ---- | ---- | --------------------------------------------------- | --------------- | ----------------- |
| 1990 |      | Ett dårhus i Goa (A Madhouse In Goa) Martin Sherman | Göran Stangertz | Malmö stadsteater |

## Radioteater
| År   | Roll           | Produktion                                          | Regi            |
| ---- | -------------- | --------------------------------------------------- | --------------- |
| 1992 | Sjuksköterskan | Chopins piano (Chopin's Piano) David Zane Mairowitz | Göran Stangertz |